# Rupert Scholz
Rupert Scholz (ur. 23 maja 1937 w Berlinie) – niemiecki polityk, prawnik i nauczyciel akademicki, działacz Unii Chrześcijańsko-Demokratycznej (CDU), deputowany do Bundestagu, w latach 1988–1989 minister obrony.

## Życiorys
W 1957 uzyskał maturę, następnie do 1961 studiował prawo oraz ekonomię głównie na Wolnym Uniwersytecie Berlińskim. W 1961 i 1967 zdał państwowe egzaminy prawnicze I oraz II stopnia. W 1966 uzyskał doktorat, a pięć lat później habilitację na Uniwersytecie Ludwika i Maksymiliana w Monachium. Pracował jako nauczyciel akademicki, był profesorem na uniwersytetach w Berlinie (1972–1978) i Monachium (1978–2005), specjalizował się w zagadnieniach z zakresu prawa publicznego.
W latach 1981–1988 był członkiem Senatu Berlina Zachodniego, odpowiadał za sprawiedliwość i sprawy federalnej. W 1983 wstąpił do Unii Chrześcijańsko-Demokratycznej, od 1985 do 1988 sprawował mandat posła do berlińskiej Izby Deputowanych. W maju 1988 dołączył do trzeciego gabinetu Helmuta Kohla jako minister obrony. Zastąpił na tej funkcji Manfreda Wörnera. W okresie jego urzędowanie doszło do kilku katastrof i wypadków z udziałem samolotów wojskowych (w tym do katastrofy lotniczej w Ramstein), a następnie do konfliktu z sekretarzem stanu w resorcie Peterem Kurtem Würzbachem, który zakończył się rezygnacją wiceministra. Rupert Scholz odszedł z rządu podczas rekonstrukcji z kwietnia 1989.
Był następnie doradcą niemieckiego kanclerza, a w latach 1990–2002 przez trzy kadencje deputowanym do Bundestagu. W kadencji 1994–1998 pełnił funkcję wiceprzewodniczącego frakcji CDU/CSU, a od 1998 do 2001 zajmował stanowisko wiceprzewodniczącego berlińskich struktur CDU. W 2000 powołany w skład kuratorium Fundacji Konrada Adenauera. W latach 1996–2006 był członkiem rady nadzorczej klubu piłkarskiego Hertha BSC.